# Doudelainville
Doudelainville – miejscowość i gmina we Francji, w regionie Hauts-de-France, w departamencie Somma.
Według danych na rok 2011 gminę zamieszkiwało 355 osób, a gęstość zaludnienia wynosiła 67 osób/km² (wśród 2293 gmin Pikardii Doudelainville plasuje się na 809. miejscu pod względem liczby ludności, natomiast pod względem powierzchni na miejscu 879.).